# Estação Jourdain
Jourdain é uma estação da linha 11 do Metrô de Paris, localizada no limite do 19.º e do 20.º arrondissements de Paris.

## História
A estação foi aberta em 1935.

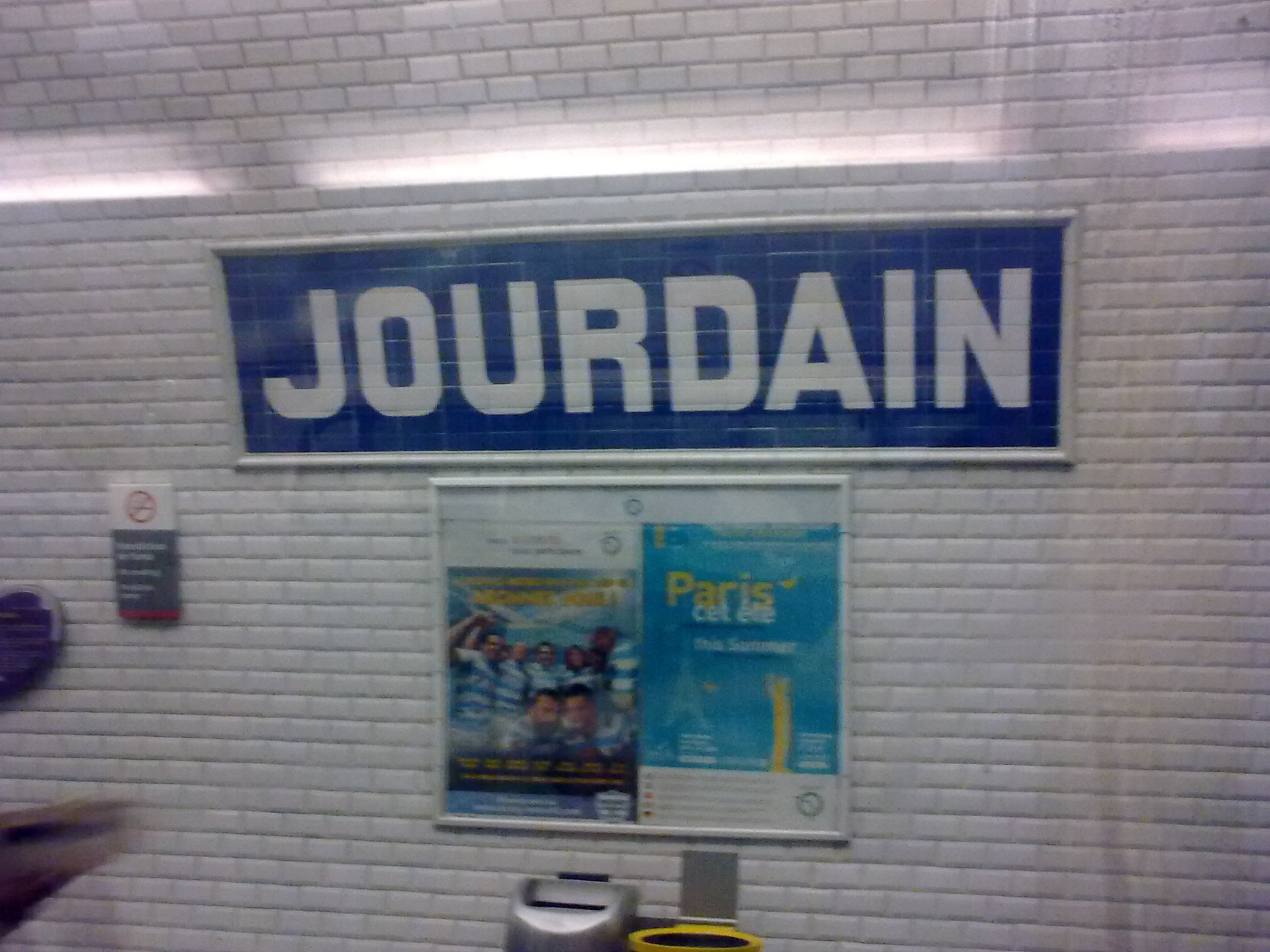
A placa da estação

As igrejas de Belleville que se sucederam neste lugar ao longo dos séculos foram todas dedicadas a são João Batista que, como o nome sugere, batizou o Cristo no Jordão. Logicamente, a rua que leva à igreja de Saint-Jean-Baptiste de Belleville leva o nome do rio da Palestina.
Ela viu entrar 3 462 099 passageiros em 2013, o que a coloca na 151ª posição das estações de metrô por sua frequência.

## Serviços aos passageiros

### Acessos
A estação tem três acessos:
- Acesso 1: rue Lassus
- Acesso 2: rue de Belleville
- Acesso 3: rue du Jourdain

### Plataformas
Jourdain é uma estação em curva de configuração padrão: ela tem duas plataformas laterais separadas pelas vias do metrô e a abóbada é elíptica. A decoração é do estilo utilizado pela maioria das estações de metrô: a faixa de iluminação é branca e arredondada no estilo "Gaudin" da renovação do metrô da década de 2000, e as telhas em cerâmica brancas biseladas recobrem os pés-direitos, a abóbada e o tímpano. Os quadros publicitários são em faiança de cor de mel e o nome da estação também é em faiança. Os assentos são do estilo "Motte" de cor verde. Os acessos são situados na extremidade oeste.

### Intermodalidade
A estação é servida à noite pelas linhas N12 e N23 da rede Noctilien.

## Projeto
Como parte do projeto de extensão da linha 11, planeja-se criar uma única saída a partir da extremidade leste das plataformas. Esta saída levará ao local do acesso no 2  existente na esquina da rue de Belleville e da rue du Jourdain, que será modificado.